# Tetrapodomorpha
Tetrapodomorpha é um clado de vertebrados primitivos que surgiu no Devoniano.

## Taxonomia
- Classe Sarcopterygii
  - Subclasse Tetrapodomorpha
    - Kenichthys
    - Ordem Rhizodontida
    - Superordem Osteolepidida (ou Osteolepiformes)
      - Família Osteolepididae
        - Osteolepis

      - Família Tristichopteridae
        - Eusthenopteron

      - Família Megalichthyidae
        - Megalichthys

      - Família Canowindridae
      - (sem classificação) Elpistostegalia
        - Ordem Panderichthyida
        - Tiktaalik
        - Livoniana
        - Metaxygnathus
        - Ventastega
        - Superclasse Tetrapoda